# The Great American Cross-Country Road Race
The Great American Cross-Country Road Race ist ein Autorennspiel, das von Activision 1985 für die Atari-Heimcomputer wie beispielsweise Atari 800 und 800XL veröffentlicht wurde. Wenig später erschienen Umsetzungen für weitere Heimcomputersysteme; 1988 erfolgte in Großbritannien eine Wiederveröffentlichung als Low-Budget-Game durch die Firma Firebird. Programmiert wurde das Spiel von Alex DeMeo und Kevin Kalkut.
Ziel des Spieles ist es, sämtliche auf der Übersichtskarte vorgegebenen Städte der USA innerhalb einer möglichst kurzen Fahrzeit zu erreichen. Zudem müssen drei Rennen gefahren werden, die von der Westküste zur Ostküste führen. Erschwerend während eines Rennens kommen Hindernisse wie Polizei- und Radarkontrollen sowie Baustellen hinzu. Daneben gilt es ein Zeitlimit einzuhalten, wobei die verbleibende Restzeit am Ende einer Etappe dem nächsten Abschnitt gutgeschrieben wird. Im Gegensatz zu anderen Autorennspielen legt der Spieler Start- und Zielpunkt des aktuell auszutragenden Rennens selbst fest. Dies erweitert das zunächst reine Reaktionsspiel um eine taktische Komponente, denn auf verschiedenen Strecken herrschen voneinander abweichende Umweltbedingungen, die wiederum Einfluss auf die Fahrgeschwindigkeit und andere Parameter haben.
Das Spiel erhielt aufgrund der Tiefe überwiegend gute Kritiken durch die zeitgenössische Fachpresse.